# 355 v. Chr.
Portal Geschichte | Portal Biografien | Aktuelle Ereignisse | Jahreskalender | Tagesartikel

◄ |
5. Jahrhundert v. Chr. |
4. Jahrhundert v. Chr. |
3. Jahrhundert v. Chr. |
►

◄ | 370er v. Chr. | 360er v. Chr. | 350er v. Chr. | 340er v. Chr. |
330er v. Chr. |
►

◄◄ | ◄ | 358 v. Chr. | 357 v. Chr. | 356 v. Chr. | 355 v. Chr. |
354 v. Chr. |
353 v. Chr. |
352 v. Chr. |
► |
►►

## Ereignisse

### Politik und Weltgeschehen
- Auf Druck des persischen Achämenidenreichs muss der zweite Attische Seebund aufgelöst werden. Damit endet der Bundesgenossenkrieg, der 357 v. Chr. mit der Loslösung mehrerer Bundesmitglieder begonnen hatte.

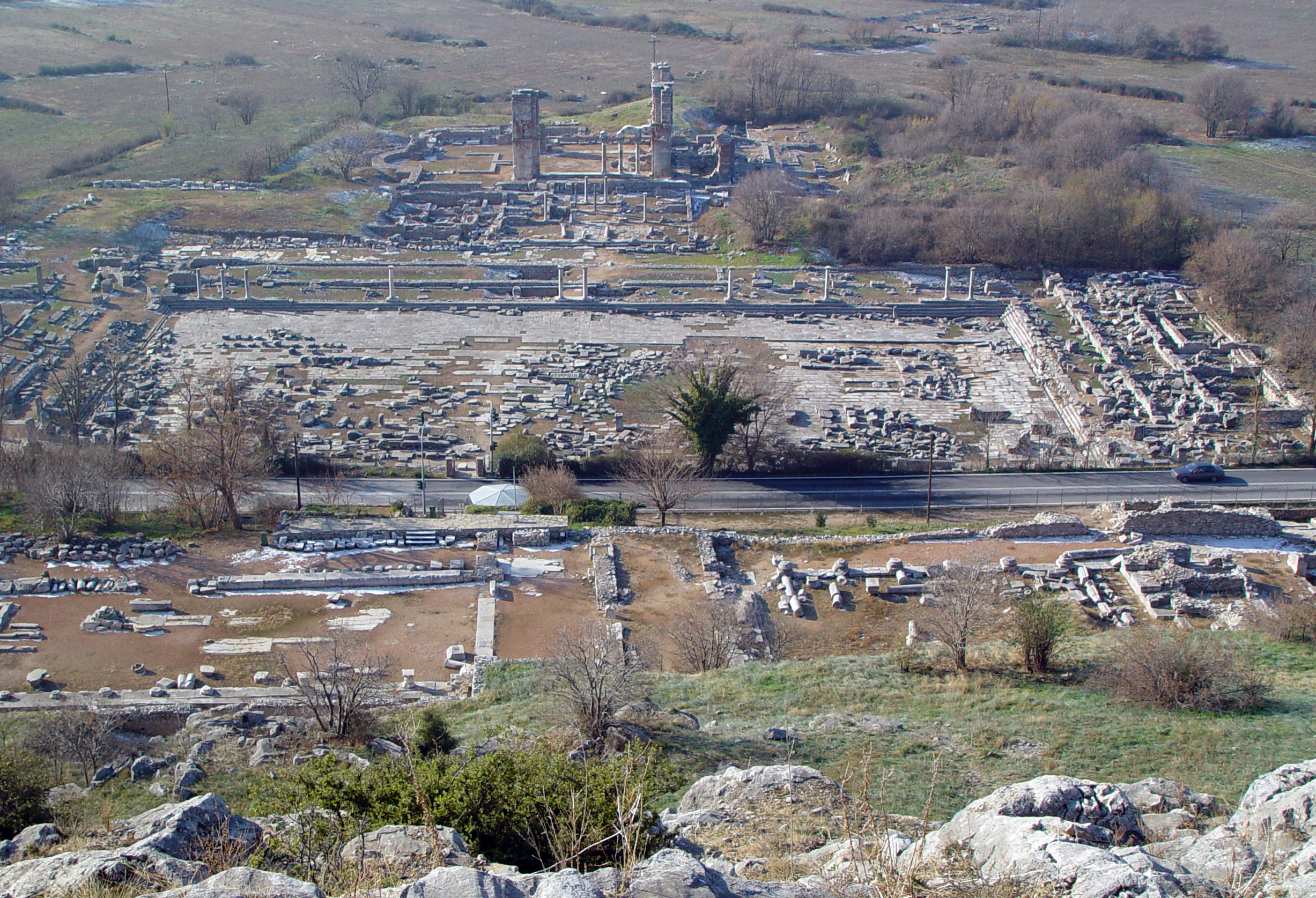
Forum von Philippi heute

- Philipp II. von Makedonien belagert die Stadt Methone. Durch einen Pfeil verliert er ein Auge. In Thrakien benennt Philipp die Stadt Krenides in Philippi um. Er erobert später die Hafenstädte Abdera und Maroneia (die zu Athen gehören).

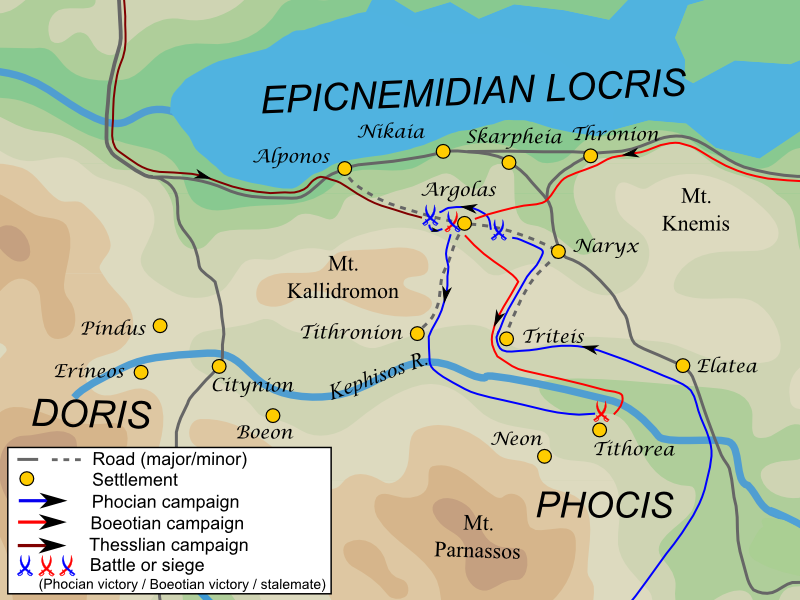
Feldzüge im Dritten Heiligen Krieg

### Kultur und Gesellschaft

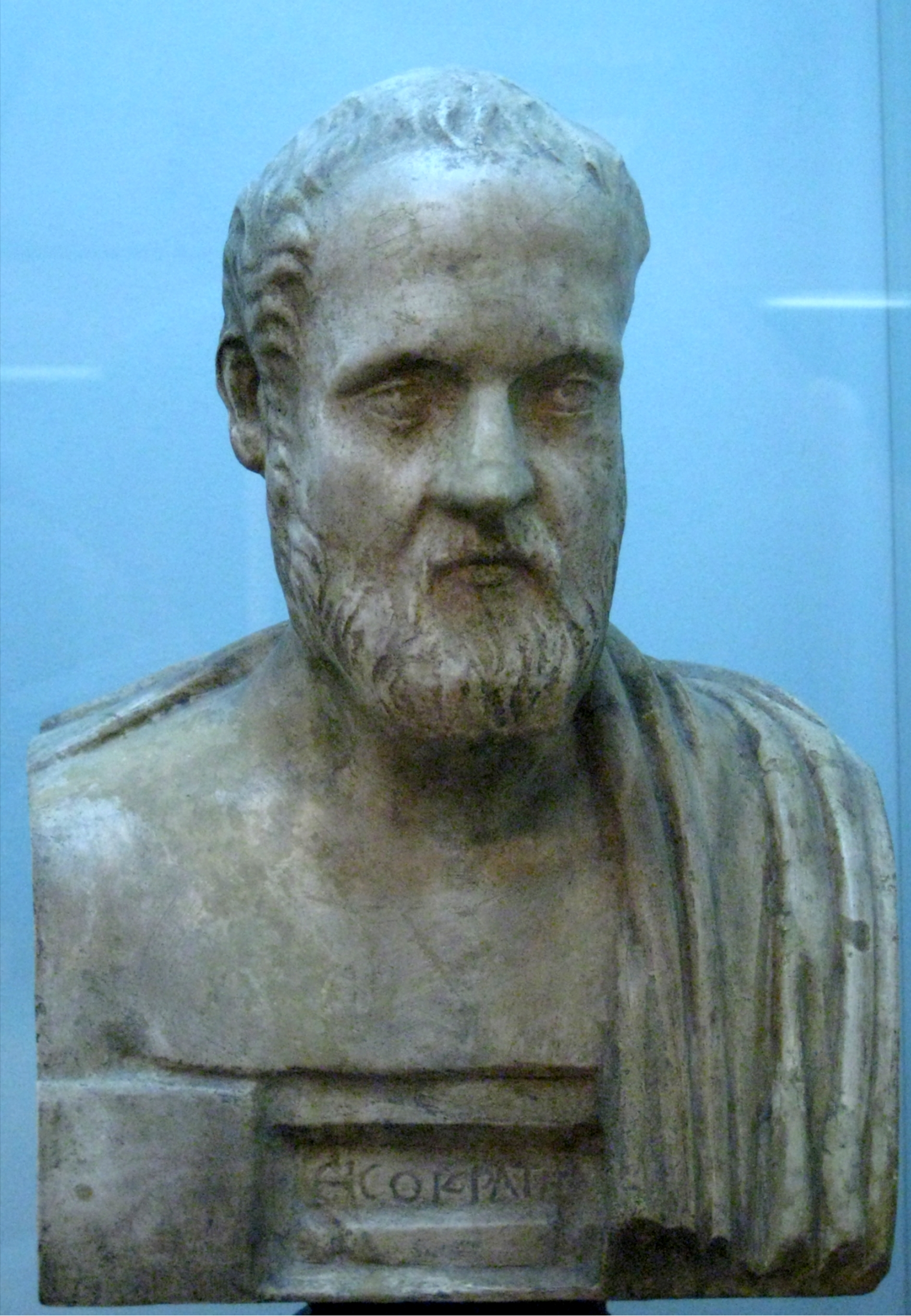
Büste des Isocrates; Puschkin-Museum

- Isokrates verfasst die Rede Areopagitikos, in der er Athen zur Wiederherstellung der solonischen Verfassung aufruft.[1]

## Geboren
- um 355 v. Chr.: Demochares, griechischer Redner und Staatsmann († 275 v. Chr.)
- um 355 v. Chr.: Ophellas, makedonischer Offizier († 308 v. Chr.)
- um 355 v. Chr.: Peithon, makedonischer Leibwächter († 316 v. Chr.)

## Gestorben

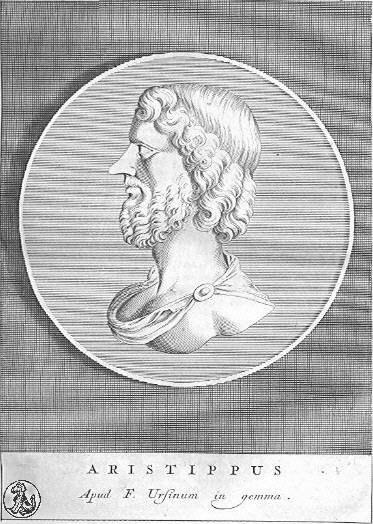
Aristipp(os) von Kyrene

- um 355 v. Chr.: Aristippos von Kyrene, griechischer Philosoph (* um 435 v. Chr.)
- 355 oder 347 v. Chr.: Eudoxos von Knidos, griechischer Mathematiker, Astronom, Geograph und Arzt (* 410/408 v. Chr.)